# Kaiu (plaats)
Kaiu is een plaats in de Estlandse gemeente Rapla, provincie Raplamaa. Kaiu heeft de status van groter dorp of vlek (Estisch: alevik).
Tot in oktober 2017 lag Kaiu in de gelijknamige gemeente, waarvan het de hoofdplaats was. In die maand werd Kaiu bij de gemeente Rapla gevoegd.

## Bevolking
De plaats had 434 inwoners op 31 december 2011 en 404 inwoners op 31 december 2021.

## Geschiedenis
Het landgoed Kaiu (Duits: Kay) werd gesticht rond 1650 op een stuk grond dat tot de bezittingen van het Katariinaklooster in Tallinn had behoord. Vanaf de stichting tot aan de onteigening door het onafhankelijk geworden Estland in 1919 viel het landgoed rechtstreeks onder de Estlandse Ridderschap.
Het houten landhuis brandde af in 1905. Daarna werd een nieuw landhuis van steen gebouwd. Het landhuis ligt sinds 1977 op het grondgebied van het dorp Vana-Kaiu, 3 km ten zuidoosten van het huidige Kaiu.
Het dorp Kasvandu  lag op het terrein van het landgoed Kaiu. Het huidige Kaiu werd in 1977 afgesplitst van Kasvandu.